# XBoard
XBoard è un'interfaccia grafica per motori scacchistici e un client per server scacchistici. È un software libero facente parte del progetto GNU. L'interfaccia, ideata da Tim Mann, è nativa per i sistemi GNU/Linux ma esiste un port per Microsoft Windows, chiamato WinBoard.

## Interfaccia grafica
Con XBoard è possibile giocare non solo agli scacchi "ortodossi" e alle loro principali varianti, come gli Scacchi960 (più noti come Fischer Random), Suicide Chess, Crazyhouse, Bughouse, gli scacchi Atomici, gli scacchi Capablanca, ma anche agli scacchi sviluppatisi da altri contesti culturali, come lo Xiangqi, lo Shōgi, il Makruk, nonché all''originale gioco indiano da cui gli scacchi stessi (occidentali e orientali) si sono evoluti, il Chaturanga.
L'interfaccia consente sia di giocare contro un singolo motore sia di eseguire duelli tra due motori. Permette, inoltre, di visualizzare le mosse di partite trascritte in formato PGN e di posizioni di gioco nelle notazioni FEN ed EPD.
XBoard gestisce nativamente solo il Chess Engine Communication Protocol, il protocollo standard di GNU Chess, a differenza di analoghe interfacce per Windows come Arena, che supportano nativamente anche Universal Chess Interface (UCI). Tuttavia XBoard/WinBoard può supportare questo protocollo (e i suoi "dialetti" USI e UCCI, comuni per lo Shogi e lo Xiangqi) grazie a programmi di "traduzione" come Polyglot oppure UCI2WB.

## Client
Xboard è anche un client che consente di collegare ad alcuni server di scacchi come Internet Chess Club o Free Internet Chess Server. Può collegarsi anche al server Variant-ICS, dedicato agli scacchi eterodossi.